# Vándorpatkány
A vándorpatkány (Rattus norvegicus) az emlősök (Mammalia) osztályának rágcsálók (Rodentia) rendjébe, ezen belül az egérfélék (Muridae) családjába tartozó faj.
Az állat a Rattus emlősnem típusfaja.

## Előfordulása
Igen gyakori, az egész Földön elterjedt. Levezető csatornákban, pincékben, marhaistállóban, bolygatatlan elhagyott épületekben, roncstelepeken, rágcsáló ólakban (pl.: nyúlketrec) üti fel tanyáját. Hulladék udvarok gyakori lakója.Világvárosokban valóságos csapás, irtását törvény rendeli el. A világ sok városában több patkány él, mint ember. Magyarországon is nagyon gyakori.

### Betelepülései és mai helyzete
Eredetileg a vándorpatkány nem volt honos Európában. Miképp jutott ide, az nem tisztázott. Mindenesetre Kelet-Ázsiában (például Kínában) és Szibéria mérsékelt éghajlatú részein a szabad természetben, az embertől távol is előfordul. A lengyel városokban már a 11–13. században megjelenhetett, de inváziószerű bevándorlása és elterjedése Európa egész területén csak a 18. században következett be, azaz jóval később, mint a házi patkánynál. Ettől fogva a vándorpatkány a hajózási útvonalak kiszélesedésével a világ szinte összes kikötővárosába eljutott, és ott megvetette lábát. Európában az Alpoktól északra a leggyakoribb, de szórványosan a Földközi-tenger mellékén is előfordul. A két patkányfaj fő elterjedési területe Európában ily módon földrajzilag is szétválik. Ahol együtt élnek, a házi patkány a padlásokat, csűröket, tetőtereket foglalja el, míg a vándorpatkány a csatornarendszereket, valamint a pincéket, bolthelyiségeket és az elszennyezett vizek partját. Még nem világos, hogy az utóbbi faj elterjedésének mekkora része volt a házi patkány visszaszorulásában és élőhelyeik ilyen éles elkülönülésében.

## Alfajai
- Rattus norvegicus albinicus
- Rattus norvegicus albus
- Rattus norvegicus norvegicus

## Megjelenése

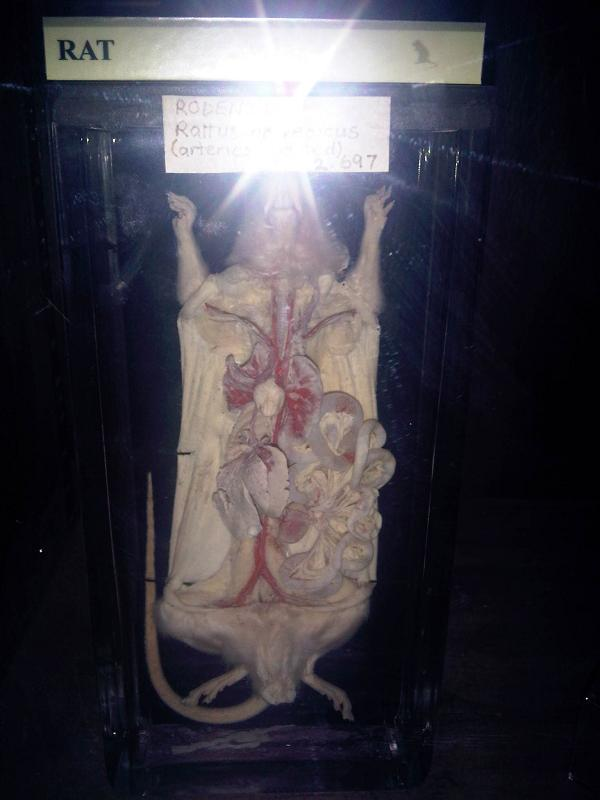
Felboncolt vándorpatkány a londoni Grant Museum of Zoology-ban. Jól látszanak a belső szervei

A vándorpatkány testhossza 20-28 centiméter, farokhossza 17-23 centiméter és súlya 250-580 gramm. Szemmel láthatóan nagyobb és erőteljesebb a házi patkánynál, amely a vándorpatkánnyal szemben vékonyabb testalkatú állat. Szőrzetének színe a hátoldalon barnás, sárgásszürke, a hasán és a lábán fehéres. Előfordulnak majdnem fekete színezetű példányok is. Farka épphogy eléri az orrát, vagy kicsit rövidebb, 160-205 gyűrűből áll. Hátrafelé elvékonyodik, de hengeres marad. Orra tompább, és fülkagylója kevésbé hosszú, mint a házi patkányé. Füle előrehajtva nem takarja el a szemét, legfeljebb a szem hátsó szögletéig ér. Metszőfogainak elülső oldalán egy narancsszínű, különösen kemény réteg van, amely arra szolgál, hogy a rágófogak ferdén kopjanak le.
A kedvenc patkányoknak számtalan tenyésztett szín- és formaváltozata van, például ezüst, borostyán, csokoládé, krémszínű, göndörszőrű, kerek fülű… stb.

## Életmódja
Ragaszkodnak a megszokott dolgaikhoz (búvóhelyükhöz és szagjelzéseikkel ellátott útvonalaikhoz). Az ezekre az útvonalakra kihelyezett méreggel van esély az ellenük való küzdelemben. Figyelembe kell venni azonban, hogy a patkány gyanakvó, igen óvatos állat. A hagyományos csapdák általában hatástalanok, a méregből pedig nem esznek, ha látják, hogy elpusztult a társuk. Ezért csak olyan méreg eredményes, ami nagyon lassan fejti ki mérgező hatását, mert csak így van esély arra, hogy több példány is egyen a méregből (a legtöbb patkányméreg ilyen). Ráadásul a többségük gyorsan ellenállóvá válik a méreggel szemben…
Úgy tűnik, a vándorpatkányok közössége sokkal jobban szervezett, mint a házi patkányoké. A nagycsaládon belül szigorú társadalmi hierarchia alakul ki, bár növekvő egyedsűrűségnél ennek szerepe csökken. A rangsorrendben elfoglalt helyért időnként küzdelmek folynak. Az ilyen nagycsaládon belül a tagok a közös fészek szagjeléről ismerik fel egymást. A szociális kapcsolatok tehát a vándorpatkány életében is fontos szerepet kapnak. Kölcsönösen megszaglásszák egymást, és az idegen, „rossz szagú” betolakodóra azonnal reagálnak. Az egyedek sajátos, fenyegető, illetve meghunyászkodó pózzal mutatják rangsorbeli helyüket. Ily módon a nyílt összetűzések mérsékelhetők vagy legtöbbször el is kerülhetők. A vándorpatkányok elsősorban a szürkületi órákban járnak táplálék után. A vizek partján a földben vagy a szemétkupacokban lakószobával ellátott üregeket készítenek maguknak, és levelekkel, papírral, növényi rost- vagy gyapjúanyagokkal jó melegen kibélelik. A kiterjedt járatrendszer gyakran több búvóágat, keresztjáratot és eleségraktárat is magában foglal. Épületekben azonban bármilyen búvóhellyel beérik. Mindenevő, súlyos károkat okoz az élelmiszerkészletekben, és betegségeket is terjeszt.

## Szaporodása
Igen szapora faj. Nagyon korán, 8 hetes korukban ivaréretté válnak. A patkányok peteérési ciklusa rövid, mindössze 5 nap. A vemhességi idő 21-23 nap, egy kifejlett nőstény 1-23 utódot is világra hozhat, az átlagos alomméret 9-11 kölyök. Az újszülött patkányok teljesen tehetetlenek - csupaszok, süketek, szemrésük zárt -, de rohamosan fejlődnek. A fiatalok szőrzete 10 napos korban kezd kiütközni, szemeik pedig a rákövetkező héten nyílnak ki. Ezután már kimerészkednek a fészekből, 21-23 napos korukban válnak le anyjuktól. Évente hat-nyolcszor is szül egy félkilós nőstény.

## Rokonai
A házi patkány (Rattus rattus) kisebb, háta sötétbarna, hasa szürkésfekete, farka hosszabb az orránál, füle előrehajtva eltakarja a szemét. Leginkább onnan ismerjük, hogy hozzájuk köthető a középkori pestisjárvány. (Valójában a vándorpatkánynak köszönhetjük, hogy a pestis lényegében nem okoz manapság nagy problémát, mert megjelenésekor szinte teljesen kiszorította a házi patkányokat.) Kis számban fordul elő, főleg padlásokon, magtárakban található, inkább növényevő, kártékony. Az ókorban települt be Európába, őshazája Délkelet-Ázsiában található. Hazánkban már csak a Dunántúlon előforduló, ritka faj.
Múlt század elejére a vándorpatkány legfőbb élőhelyévé a szennyvízcsatornák váltak. Jól és kitartóan úsznak (akár 72 órán keresztül), képesek a csatornán keresztül bejutni bármely lakásba, ami rácsatlakozik a csatornarendszerre. Mindent megrágnak. Egymást a szaguk alapján különböztetik meg. Tájékozódásukhoz a hangadást is felhasználják.